# Porto Alegre
Porto Alegre és una de les ciutats principals del Brasil, capital de l'estat del Rio Grande do Sul. Amb una població d'1.481.019 habitants el 2016 (4.200.000 a l'àrea metropolitana), és la quarta ciutat més gran del Brasil i la desena de l'Amèrica del Sud. Les coordenades geogràfiques són 30° 01′ 59″ S i 51° 13′ 48″ O.
La ciutat està situada en un delta resultant de la confluència de cinc rius, que formen el llac de Guaíba (popularment conegut també com a riu). Si bé els seus orígens daten de mitjan segle XVIII que és quan els immigrants de les Açores es van establir a la regió, la ciutat es va fundar oficialment el 1809.

És el centre històric i cultural del poble gautxo (els sulriograndenses també són coneguts pel gentilici gaúcho); famós pel churrasco (carn a la graella) i el chimarrão (una beguda equivalent a la infusió de mate dels veïns argentins i uruguaians). Compta amb una població d'origen molt divers, fruit de les diverses migracions d'arreu del món, amb gent provinent sobretot de Portugal, Alemanya, Itàlia, Espanya i Polònia, i un nombre significatiu d'origen àrab, jueu i afrobrasiler.

Porto Alegre és una de les ciutats més pròsperes de l'Amèrica Llatina, i el principal nucli industrial i la major metròpoli de la regió sud del Brasil. Per la seva situació estratègica, la ciutat és un important punt de trobada de viatgers i empresaris de l'Amèrica del Sud, especialment dels països del Mercosur. També és la seu d'importants centres universitaris.

## Història de Porto Alegre

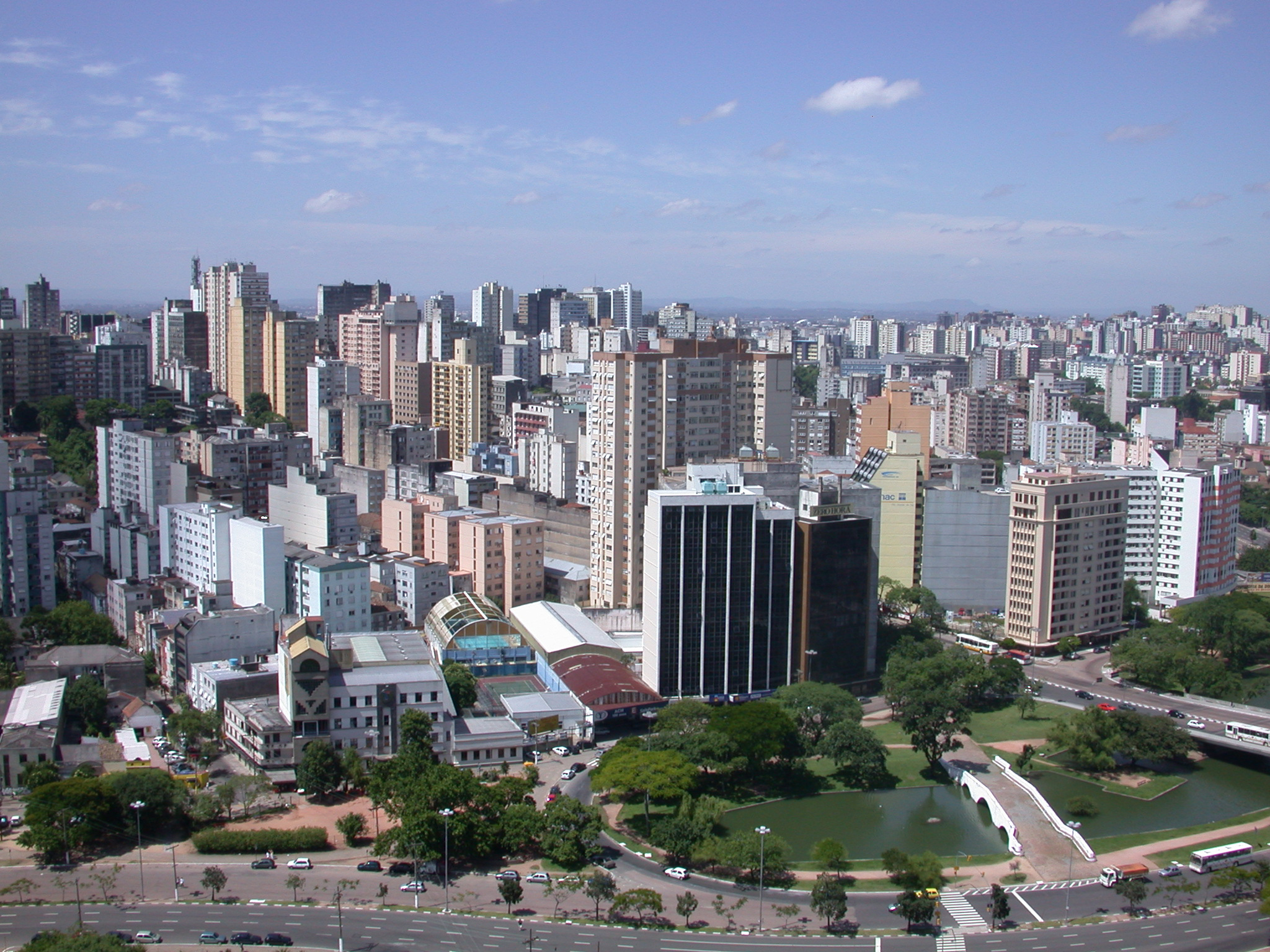
La ciutat de Porto Alegre.

#### Etapa pre-colonial

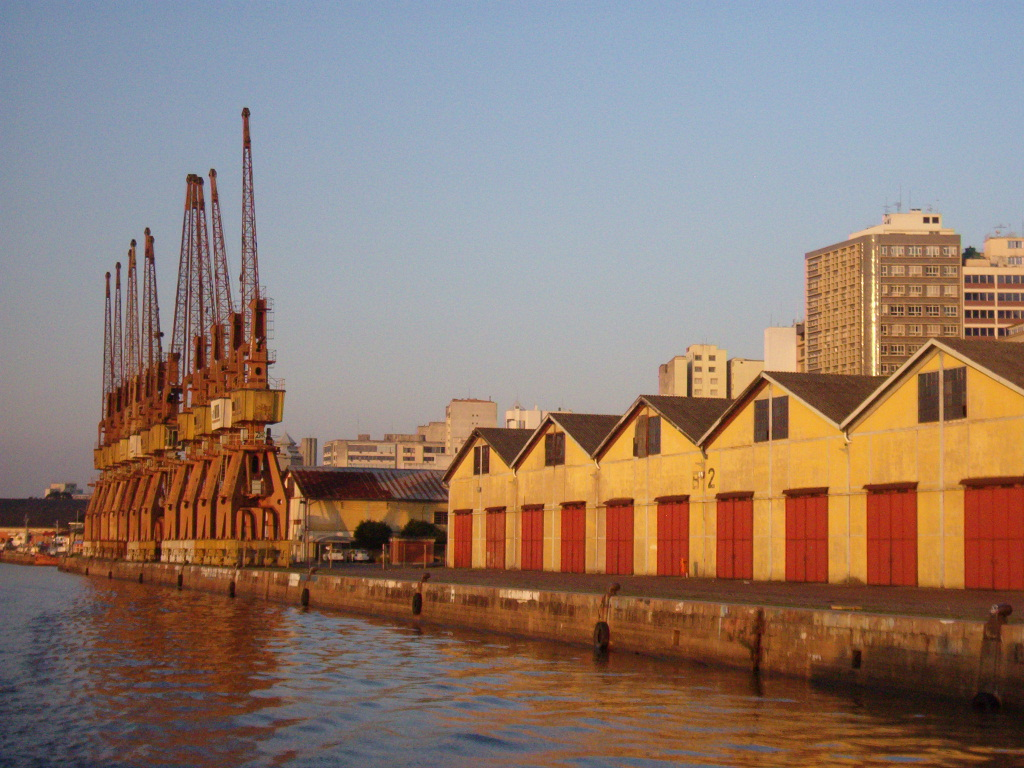
Lo port de Porto Alegre.

La ciutat de Porto Alegre té una història cultural rica, marcada per la presència de diferents pobles indígenes que habitaven la regió molt abans de l'arribada dels colonitzadors europeus. Entre aquests grups destacaven els guaranís, els xoclengues i altres pobles nòmades que vivien de la caça, la pesca i la recol·lecció. Aquests pobles van ocupar el territori durant milers d'anys, establint-se a la zona de la confluència dels rius que avui formen part de l'estat de Rio Grande do Sul.
A nivell arqueològic, s'han trobat restes de ceràmica i altres objectes utilitzats per aquestes cultures, que ajuden a comprendre millor les seves formes de vida i organització social. Abans de l'arribada dels portuguesos i espanyols al segle XVII, la regió era un lloc clau de pas i intercanvi entre diferents grups indígenes, gràcies a la seva ubicació estratègica prop del riu Guaíba i els seus afluents.
Aquest passat precolonial va ser fonamental per establir les bases de la diversitat cultural que encara es pot observar avui a Porto Alegre, ja que molts dels costums i coneixements d'aquests pobles indígenes han perdurat en la cultura local.
Els diferents grups indígenes van ser afectats per la colonització segons el seu grau de desenvolupament i la seva ubicació territorial. Els guaraní, més avançats tecnològicament, van ser incorporats com a força de treball per suplir la falta de mà d'obra europea. També van ser utilitzats per assegurar les fronteres colonials. En canvi, els Kaingang, Minuano i Charrúa, menys desenvolupats, van ser desplaçats del seu territori, confinats en reserves o eliminats quan les seves terres van ser necessàries per als descendents europeus.

#### Etapa colonial
A mitjan segle XVIII amb l’arribada dels colonitzadors portuguesos. Inicialment, la regió era habitada per diversos pobles indígenes, però l'interès colonial portuguès en aquesta zona es va incrementar per la seva ubicació estratègica prop del riu Guaíba i la seva proximitat a la frontera amb l'Imperi Espanyol. Porto Alegre va ser oficialment fundada el 1772, sota el nom de Porto dos Casais, per famílies portugueses provinents dels Açores, enviades per Portugal per consolidar el control sobre la regió de Rio Grande do Sul. Durant el període colonial, la ciutat va créixer com a punt clau per al comerç i el desenvolupament agrari, especialment amb la producció de bestiar boví i el comerç de cuir. Els conflictes amb els espanyols van ser recurrents, amb diverses batalles per assegurar el control de la zona fronterera. Aquests conflictes formaven part d’un context més ampli de rivalitat entre Portugal i Espanya per les terres del sud del continent americà, la qual cosa es va traduir en la creació de fortes defenses militars a la ciutat.
El procés d’independència del Brasil va tenir un fort impacte en Porto Alegre. La ciutat es va sumar al moviment d’independència liderat per Dom Pedro I, qui va proclamar la independència del Brasil el 1822. Porto Alegre, com altres ciutats de la regió, es va integrar en el nou imperi independent, jugant un paper fonamental com a centre econòmic i polític del sud del país.

#### Etapa independent
Durant l'etapa postcolonial, aquesta ciutat es va convertir en un centre estratègic tant per a la política com per a l'economia de la regió, especialment durant la consolidació de l'economia riograndense. Porto Alegre va ser clau en la circulació de mercaderies, la formació de lideratges polítics, i va ser un nucli de connexions comercials i socials amb les zones frontereres d'Uruguai. A més, va tenir un paper rellevant durant els conflictes polítics, com la Guerra dels Farrapos, i en les negociacions diplomàtiques posteriors, incloent el suport a la rectificació de fronteres.
Un dels esdeveniments més importants d'aquesta època va ser la Guerra dels Farrapos (1835-1845), una revolta republicana que va sorgir a Rio Grande do Sul contra l'Imperi del Brasil. Els farroupilhas, com es coneixien els rebels, lluitaven per una major autonomia provincial i protestaven contra les polítiques fiscals i comercials de l'imperi. Porto Alegre va ser un escenari clau en aquesta guerra, tot i que la ciutat va romandre sota control imperial durant gran part del conflicte. Després de deu anys de guerra, es va signar la Pau de Ponche Verde, i la província va recuperar la seva relació amb l'Imperi del Brasil, però amb més autonomia.
Durant l'etapa postcolonial, la regió fronterera entre Uruguai i Brasil es va veure influïda per la rivalitat entre els dos països, amb tensions derivades de les guerres d'independència i els conflictes civils que afectaven ambdues nacions. En aquesta etapa, es van establir relacions econòmiques i comercials significatives entre les dues societats, especialment en el sector de la ramaderia i la indústria dels salats. La influència de líders locals com Bento Gonçalves i Lavalleja va marcar una cooperació regional, tot i les rivalitats polítiques internes. La política de colonització i el creixement demogràfic també van transformar la regió, fomentant la interdependència econòmica i la mobilitat de persones a través de la frontera.
A mesura que el segle XIX avançava, la ciutat va experimentar un creixement econòmic significatiu, impulsat pel desenvolupament de l'agricultura i el comerç de productes com la carn, el cuir i el tabac. També va ser un període d'arribada massiva d'immigrants europeus, especialment alemanys i italians, que van transformar la composició cultural i econòmica de la ciutat i la regió. Aquests colons van introduir noves tècniques agrícoles i van establir comunitats pròsperes que van contribuir al creixement de la ciutat.
Cap a finals del segle XIX, Porto Alegre ja era una ciutat consolidada, amb infraestructures modernes per a l'època, com el port i noves vies de comunicació que connectaven la ciutat amb altres parts del país. L'auge industrial també va marcar el final del segle, convertint la ciutat en un centre comercial important del sud del Brasil.

#### Actualitat
En l'actualitat, és coneguda per ser la capital de l'estat de Rio Grande do Sul i un dels principals centres econòmics i culturals del sud del Brasil. Destaca per la seva diversitat cultural, influenciada per la seva història d'immigració europea, especialment alemanya, italiana i portuguesa, així com per la presència de poblacions indígenes i afro-brasileres.
Porto Alegre, en l'actualitat, s'ha consolidat com un important centre d'innovació i tecnologia al Brasil i Amèrica del Sud. La ciutat ha estat reconeguda com una de les cinc capitals amb els ecosistemes de startups més prometedors de la regió, gràcies a l'impuls de polítiques públiques com el programa Inova RS i a esdeveniments com el South Summit Brazil, que reuneixen inversors, empreses i emprenedors de tot el món per fomentar el creixement econòmic local a través de la innovació tecnològica. A més, Porto Alegre compta amb més de 400 startups i múltiples espais dedicats a l'emprenedoria i la tecnologia, com el projecte Cidade das Startups, que té l'objectiu d'arribar a 1.000 startups per al 2027. A més, la ciutat és famosa pel seu compromís amb la participació ciutadana i és pionera en la implementació del pressupost participatiu, un model de governança que permet als ciutadans decidir sobre les inversions públiques.
Tot i aquests avenços, la ciutat encara afronta desafiaments, com les desigualtats socials i la necessitat de desenvolupar projectes innovadors que també beneficiïn les comunitats més vulnerables. Iniciatives com Territórios Inovadores, que pretén portar oportunitats d'emprenedoria a les àrees perifèriques, estan dissenyades per fer la ciutat més inclusiva i sostenible. Així, Porto Alegre treballa per equilibrar el seu creixement tecnològic amb una major cohesió social. Així mateix, la ciutat també s'enfronta a reptes significatius. Com moltes grans ciutats brasileres, Porto Alegre ha hagut de fer front a problemes com la desigualtat social, la inseguretat i la necessitat d'infraestructures més modernes per sostenir el seu creixement. Així mateix, la pandèmia de la COVID-19 va impactar fortament la ciutat, especialment en termes econòmics i sanitaris, obligant les autoritats locals a implementar mesures restrictives per contenir la propagació del virus.

## Clima
El clima és subtropical humit, amb estius calents i hiverns freds i plujosos. La temperatura mitjana al gener és de 24,5 °C i en juliol de 14,3 °C, amb temperatures històriques de 40,7° el 1943 i -4,0° el 1918. La mitjana anual és de 19,3 °C aproximadament, i la presència de neu és molt rara, només es va produir tres ocasions en els anys 1879, 1910 i 1984.

## Demografia

### Dades estadístiques
El 2022, la població resident al municipi va ser censada per l'Institut Brasiler de Geografia i Estadística (IBGE) en 1.332.845 habitants, Presenta una densitat de població de 2.690,50 persones per quilòmetre quadrat.
L'Índex de Desenvolupament Humà Municipal (IDH-M) de Porto Alegre és considerat "alt" pel PNUD, amb un valor de 0,805 (2010).

## Llocs d'interés

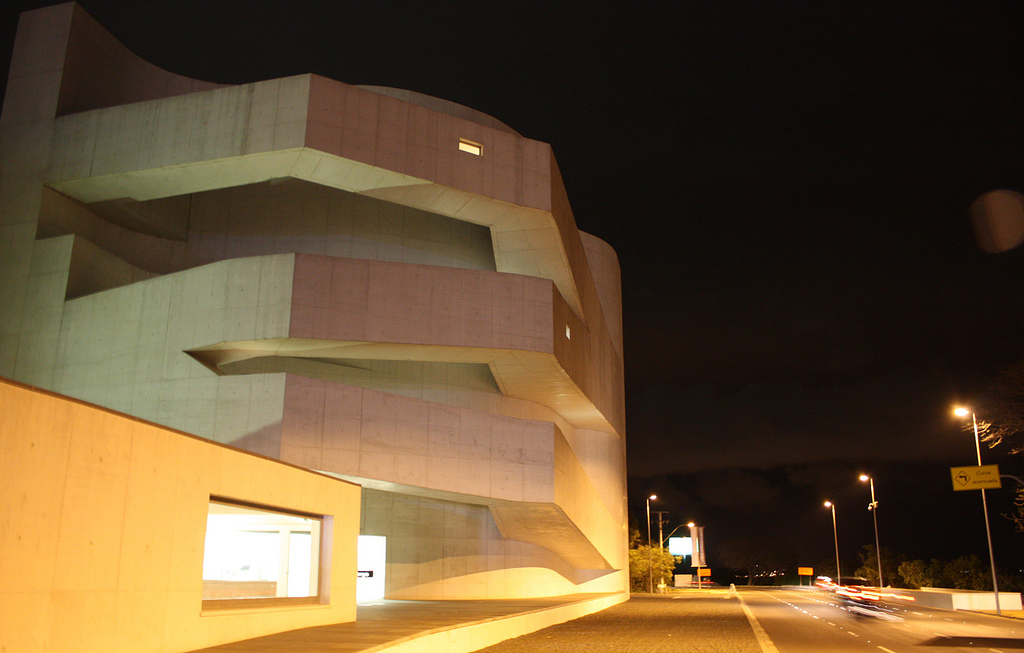
Museu de la Fundació Iberê Camargo a Porto Alegre.

Un dels llocs més emblemàtics és el Mercat Públic Central, inaugurat el 1869, que es troba al cor de la ciutat. Aquest mercat és un punt neuràlgic del comerç i un lloc on es poden trobar productes locals, com espècies, aliments típics i artesanies. A més de ser un mercat vibrant, l'edifici en si és un patrimoni històric amb una arquitectura impressionant. A prop, es troba el Museu Joaquim Felizardo, que ofereix una visió de la història de la ciutat i el seu desenvolupament al llarg dels segles. Un altre lloc destacat és el Teatre São Pedro, situat al centre històric, i un dels teatres més antics de Brasil, inaugurat el 1858. Amb un estil arquitectònic neoclàssic, és un espai clau per a les arts escèniques a Porto Alegre. També mereix menció el Museu Iberê Camargo, un museu d'art contemporani situat a la vora del riu Guaíba, conegut tant per les seves exposicions com per la seva innovadora arquitectura, obra de l'arquitecte portuguès Álvaro Siza Vieira.

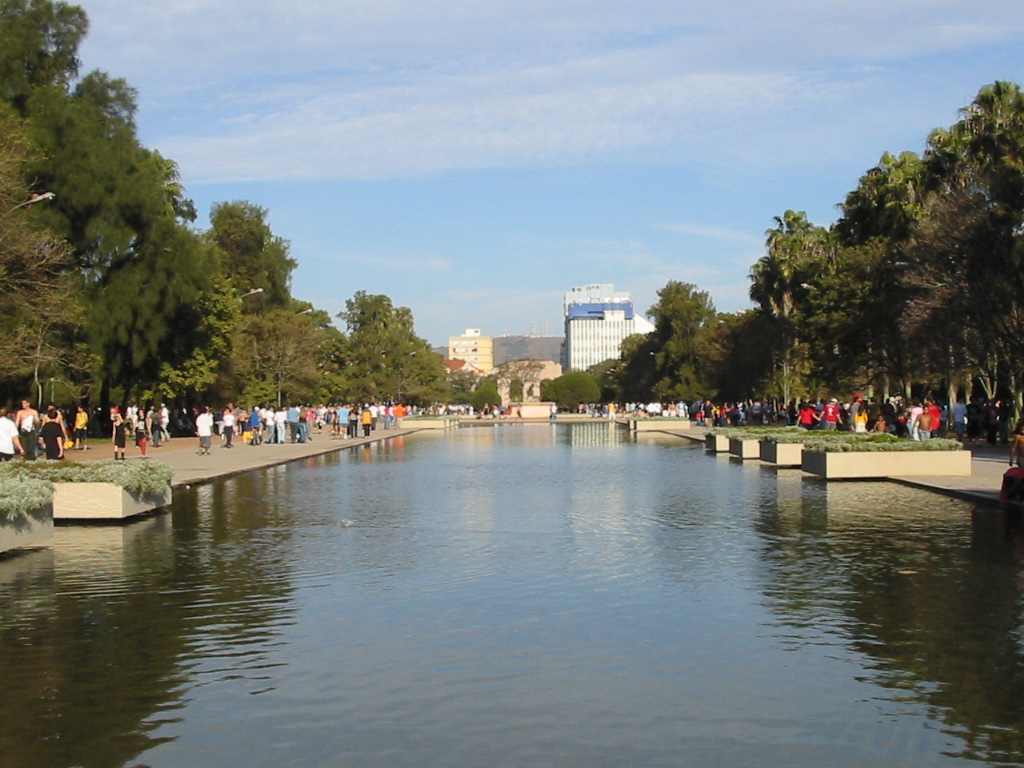
El Parc Farroupilha fundat el 1935.

Porto Alegre és també una ciutat amb una gran quantitat d'espais verds. El Parc Farroupilha, també conegut com Redenção, és el parc més important i gran de la ciutat. Fundat el 1935, aquest parc ofereix zones per a passejar, fer esport, i esdeveniments culturals i comunitaris, i és un punt de trobada per als habitants de la ciutat. Dins del parc, es pot visitar el Brique da Redenção, un mercat d'artesania i antiguitats que es fa els diumenges. Finalment, el Jardí Botànic de Porto Alegre, fundat el 1958, és un dels més grans de Brasil, amb una extensió de 39 hectàrees dedicades a la conservació d'espècies vegetals natives. També és una institució de recerca important. A més del jardí botànic, la ciutat compta amb altres espais verds com el Parc Marinha do Brasil, ubicat al llarg del riu Guaíba, on es poden gaudir d’activitats esportives i passejos amb vistes al riu. Aquests espais fan de Porto Alegre una ciutat amb una forta connexió amb la natura.

## Política
Ciutat de tradició esquerrana, el Partit dels Treballadors n'ha ocupat l'alcaldia des del 1989 fins al 2004, impulsant polítiques pioneres de justícia social a través d'un procés de pressupost participatiu. En aquest període, la ciutat ha estat la seu de les tres primeres trobades anuals del Fòrum Social Mundial (2001 a 2003), en cadascuna de les quals van participar més de 100.000 persones. Des de gener de 2017 està governada pel Partit de la Social Democràcia Brasilera, per primera vegada.

## Persones il·lustres
- Rafinha Bastos (1976), humorista.

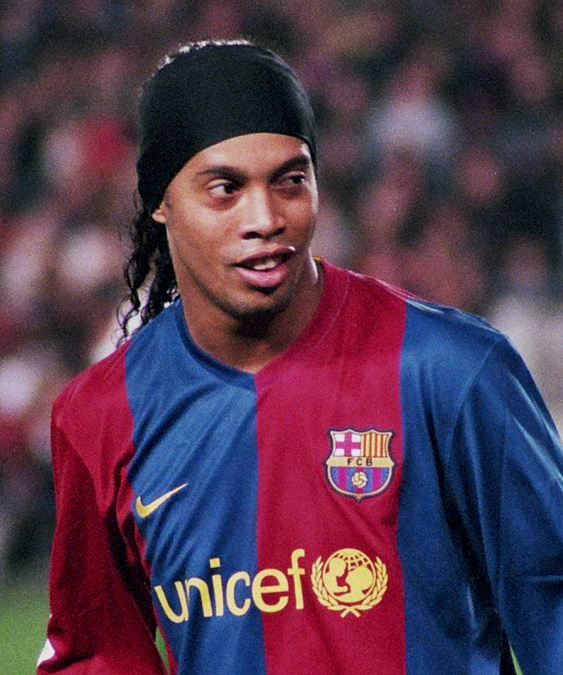
Ronaldinho (fotografiat amb l'equipació del FC Barcelona, l'any 2007) va ser ambaixador d'UNICEF des de febrer de 2006.

- José Maria Eymael (1939), polític.
- Luiz Cosme (1908-1965), compositor musical.
- Elis Regina (1945 - 1982), compositora i cantant.
- Ronaldo de Assis Moreira (1980), futbolista conegut com a Ronaldinho.
- Tainá Müller (1982), directora i actriu de cinema.
- Carlos Reichenbach (1945 - 2012), actor i cinematògraf.
- Ênio Gonçalves (1943 - 2013), actor i productor.
- Bruna Abdullah (1986), actriu.
- Raphael Dias Belloli (1996), futbolista conegut com a Raphinha.
- Luiz Adriano de Souza da Silva (1987), futbolista.
- Anderson Luís d'Abreu Oliveira (1988), futbolista.
- Alfredo Eduardo Barreto de Freitas Noronha (1918 - 2003), futbolista.
- Daniel Borges Cargnin (1997), judoca.
- Francisco Costa (1973), tenista conegut com a Chico Costa.
- Monica Hickmann Alves (1987), futbolista.
- Florêncio de Abreu (1839 - 1881), escriptor i polític.
- Licínio Azevedo (1951), escriptor i cinematògraf.
- Maria Benedita Bormann (1853 - 1895), escriptora coneguda pel pseudònim Délia.
- Ana Eurídice Eufrosina de Barandas (1806 - 1863), escriptora i poetessa.
- Amália dos Passos Figueiroa (1845 - 1878), poeta i periodista.
- Moacyr Scliar (1937 - 2011), escriptor i metge.